# Bugene
Bugene è una circoscrizione mista (mixed ward) della Tanzania situata nel distretto di Karagwe, regione del Kagera. Conta una popolazione di 15 867 abitanti (censimento 2012).